# Chùa Bồ Đề (Bình Định)
Chùa Bồ Đề nằm ở khu phố Ngọc Sơn Bắc, phường Hoài Nhơn, tỉnh Gia Lai. Chùa ngày trước thuộc xã Bồ Đề, huyện Bồng Sơn, phủ Hoài Nhơn nên mọi người lấy tên địa phương mà đặt tên cho chùa. Chùa hiện là một ngôi nhà nhỏ có diện tích 4 x 6 (m^2), trên chấn thủy có bảng hiệu chùa bằng chữ Hán: Bồ Đề Tự. Chùa được cho là thờ bà Cao Thị Nguyên, vợ của Đào Duy Từ.